# Acria amphorodes
Acria amphorodes är en fjärilsart som beskrevs av Edward Meyrick 1923. Acria amphorodes ingår i släktet Acria och familjen plattmalar. Inga underarter finns listade i Catalogue of Life.